# Michaël Verbauwhede
 (mai 2018).
Michaël Verbauwhede, né le 13 novembre 1985 à Soest en Allemagne de l'Ouest, est un homme politique belge, membre du PTB et élu en 2014 au Parlement bruxellois sur la liste PTB-Go!.
Il est titulaire d'un master en droit public (ULB, 2010) et d'un master en histoire contemporaine (ULB, 2012).
Il a auparavant présidé la Fédération des étudiants francophones de Belgique pendant deux ans.

## Carrière politique
- Député bruxellois depuis le 10 juin 2014. Il a démissionné le 19 décembre 2018, et a été remplacé par Françoise De Smedt.
- Rédacteur en chef de Solidaire, le magazine du PTB, depuis décembre 2018.